# Nomedos
Nomedos (Niet Ondergaan Met En Door Onze Schuld) was een Nederlandse verzetsgroep tijdens de Tweede Wereldoorlog. De groep is ontstaan uit het samengaan van verschillende steunverleners die allemaal gezinnen en onderduikers hielpen tijdens de oorlog.

## Beschrijving
In 1940 waren de onderstaande initiatiefnemers grondleggers voor Nomedos:
Leendert Sintmaartensdijk, inwonend bij zijn broer Cornelis te Rotterdam-Zuid, werd in 1940 lid van de "sabotage"-verzetsgroep de Geuzen.  Na het verraad van de Geuzen en de arrestatie van zijn broer Leendert half januari 1941 is Cornelis Sintmaartensdijk zich gaan inzetten voor steun aan de gevangengenomen Geuzen en steun aan een klein aantal van hun gezinnen. De bronnen vermelden namelijk dat het grootste deel van de achtergebleven gezinnen van de Geuzengroep door collega's en/of werkgever betaald werden.
Evenzo zocht Arie Post uit Scheveningen, die een ontslagen gevangenisbewaarder ondersteunde in de zomer van 1940 contact met de Rotterdammer D.J.H. van Wijk. Post wilde een organisatie opzetten voor hulpverlening aan gezinnen, waarvan de kostwinners om politieke reden niet meer in staat waren voor hen te zorgen. Post bedacht de naam Nomedos. Van Wijk werd algemeen leider van Nomedos en leider van steunpunt Rotterdam-Noord en ging op zoek naar leiders voor alle delen van Rotterdam en Schiedam. A. de Haan was dat begin begin 1941 in het latere belangrijke Rotterdam-Zuid. Voorjaar 1941 werd  Adriaan Vermey (leraar Duits) lid van Nomedos en hij heeft zich tot 1943 sterk gemaakt voor het werven van fondsen.  

### Samenstelling van Nomedos eind 1941
Rond de zomer van 1941 had Nomedos in Rotterdam-Zuid onder A. de Haan totaal 5 steungevallen. In die tijd sloot Cornelis van Sintmaartensdijk zich met zijn 12 steungevallen bij Nomedos aan. Ook sloten zich toen nog een paar eenmansorganisaties aan, zoals groep Van der Mast, groep Van Mill en kapitein Visser.

### Joodse steungevallen
In Rotterdam-Zuid verliet N.S. Hulst in 1942 Nomedos om zich te wijden aan hulp en steunacties voor Joden. Nomedos stond afwijzend tegenover hulp aan Joden, omdat Joden eerder door de Duitsers aangepakt zouden worden waardoor de Nomedos-hulpverleners in gevaar zouden kunnen worden gebracht. Per incident werd er weleens hulp aan Joden geboden. Verdere uitbreiding vond plaats in 1943 omdat een groep uit Maassluis zich aansloot. Ook de steunpunten Vlaardingen en Schiedam werden weer geactiveerd. In die tijd werd Adriaan Vermey algeheel leider van Nomedos.

### Nomedos en de L.O.
Het verschil tussen Nomedos en de Landelijke Organisatie voor Hulp aan Onderduikers (L.O.) was dat de L.O. vooral de onderduikverleners en hun onderduikers voor hun rekening namen, terwijl Nomedos veel meer de gezinnen van de niet aanwezige ondergedoken kostwinners ondersteunden. Dit kwam ook weer omdat de L.O. directe contacten had met de gewapende knokploegen (LKP), die werden ingezet voor het verkrijgen van onder meer bonnen en valse papieren voor de onderduikers.

### Nomedos en het Nationaal Steunfonds (N.S.F.)
Nomedos was terughoudend met betrekking tot het verkrijgen van N.S.F-gelden. Het N.S.F had een kwitantiesysteem dat Nomedos onveilig vond. In 1943 sloot Nomedos zich aan, maar toe er bij het N.S.F een inval door de Duitsers plaatsgevonden had, ging Nomedos weer haar eigen weg.

### Werkwijze
De leiding van Nomedos ging op huisbezoek bij nieuwe steungevallen voor de screening en voor het vaststellen van de hoogte van de steun. De verdere wekelijkse of twee wekelijks bezoeken werden daarna gedaan door dames. In het begin waren dat een paar dames ongeveer twaalf bezoekadressen per dame, later zou dat uitgroeien tot wel 35 bezoeken per dame per keer. De algehele spoorwegstaking september 1944 leidde tot veel meer gezinnen, omdat veel spoorwegmannen toen in onderduik gingen. 